# Yoshirō Nakamura
Yoshirō Nakamura (jap. 中村 祥朗 Nakamura Yoshirō; ur. 17 października 1979) – japoński piłkarz występujący na pozycji obrońcy.

## Kariera klubowa
Od 1998 do 2010 roku występował w klubach Kashima Antlers, Oita Trinita, Sanfrecce Hiroszima, Sagan Tosu, Ain Food i Nara Club.